# Хьортюр Хермансон
Хьортюр Хермансон (на исландски: Hjörtur Hermannsson), роден на 8 февруари 1995 г., е исландски професионален футболист, настоящ състезател на Брьонбю и националния отбор на Исландия.

## Клубна кариера

### Филкир
Изиграва 12 мача за Филкир, преди да подпише договор с ПСВ Айндховен.

### ПСВ Айндховен
За първия отбор на ПСВ няма записан мач. Дебютът му за младежкия отбор е на 18 август 2013 г.

## Национален отбор
Хьортур Магнусон получава първата си повиквателна за мъжкия национален отбор на Исландия за приятелските мачове срещу Полша и Словакия през ноември 2015 г.
На 10 май 2016 г. излиза официалният състав на Исландия за Евро 2016, като Хермансон е част от списъка.